# Pierścień Dedekinda
Pierścień Dedekinda – pierścień całkowity oznaczany jako {\displaystyle \mathbb {Z} [i{\sqrt {5}}]} i zdefiniowany następująco {\displaystyle \mathbb {Z} [i{\sqrt {5}}]=\{a+i{\sqrt {5}}b:a,b\in {\mathbb {Z} }\}.} Ciekawą własnością tego pierścienia jest to, że liczba {\displaystyle 2\in {\mathbb {Z} [i{\sqrt {5}}]}} jest elementem nierozkładalnym, ale nie jest elementem pierwszym.

## Pierścienie Dedekinda
Jeśli pierścień {\displaystyle R} jest podpierścieniem pierścienia {\displaystyle S,} to element {\displaystyle s\in S} nazywamy całkowitym nad {\displaystyle R,} gdy spełnia on warunek
{\displaystyle s^{n}+a_{1}s^{n-1}+\dots +a_{n-1}s+a_{n}=0} dla pewnej liczby naturalnej {\displaystyle n} i elementów {\displaystyle a_{1},\dots ,a_{n-1},a_{n}\in R}
(por. twierdzenie o wymiernych pierwiastkach wielomianu o całkowitych współczynnikach).
Pierścieniem Dedekinda nazywamy każdy pierścień całkowity noetherowski R całkowicie domknięty (normalny: każdy element całkowity jego ciała ułamków należy do R) w którym każdy niezerowy ideał pierwszy jest ideałem maksymalnym. Równoważne sformułowanie: pierścień R jest regularny wymiaru 0.
Jeśli ciało {\displaystyle F} jest skończonym rozszerzeniem ciała liczb wymiernych {\displaystyle \mathbb {Q} } (tzn. {\displaystyle F} zawiera {\displaystyle \mathbb {Q} } jako podciało i jako przestrzeń liniowa nad {\displaystyle \mathbb {Q} } ma skończony wymiar), to zbiór wszystkich elementów ciała {\displaystyle F} całkowitych nad {\displaystyle \mathbb {Z} } jest pierścieniem Dedekinda (w szczególności pierścień {\displaystyle \mathbb {Z} } jest pierścieniem Dedekinda).
Inne przykłady pierścieni Dedekinda to pierścienie funkcji regularnych na regularnych krzywych algebraicznych.
Istnieją pierścienie Dedekinda bez jednoznaczności rozkładu, np. {\displaystyle \mathbb {Z} [{\sqrt {-5}}]=\mathbb {Z} [i{\sqrt {5}}]} (w pierścieniu z jednoznacznością rozkładu każdy element nierozkładalny jest pierwszy). Jednakże każdy niezerowy ideał pierścienia Dedekinda ma jednoznaczne przedstawienie jako iloczyn ideałów maksymalnych.
Jeśli pierścień Dedekinda jest z jednoznacznością rozkładu, to jest pierścieniem ideałów głównych. Jednakże w każdym pierścieniu Dedekinda każdy ideał niezerowy ma dwuelementowy zbiór generatorów.

## Literatura
- Władysław Narkiewicz, Teoria liczb, Państwowe Wydawnictwo Naukowe, 1977.
- Władysław Narkiewicz, Elementary and Analitic Theory of Algebraic Numbers (ang.), PWN, 1974.